# Driekielwaterschildpad
De driekielwaterschildpad (Mauremys mutica) is een schildpad uit de familie Geoemydidae. De schildpad is qua Nederlandstalige naam te verwarren met de driestreepdoosschildpad (Cuora trifasciata). De soort werd voor het eerst wetenschappelijk beschreven door Theodore Edward Cantor in 1842. Oorspronkelijk werd de wetenschappelijke naam Emys muticus gebruikt.

## Uiterlijke kenmerken
De Nederlandse naam is te danken aan de duidelijk zichtbare kiel op het midden van het rugschild, met aan weerszijden twee minder duidelijke laterale kielen. Deze zijn bij de juvenielen meer prominent maar vervagen naarmate de schildpad ouder wordt. De schildkleur van volwassen exemplaren is bruin tot donkerbruin, de naden tussen de hoornplaten zijn donkerder. De maximale schildlengte is ongeveer 20 centimeter.
De huid van de kop en poten is grijs tot groen van kleur aan de bovenzijde, maar geelachtig aan de onderzijde. Achter het oog is een duidelijke brede gele streep zichtbaar die over het trommelvlies doorloopt tot in de nek. Soms is een tweede streep aanwezig van de mondhoek tot onder het trommelvlies. De kop en nek zijn geel gekleurd en soms gevlekt.

## Verspreiding en habitat
De driekielwaterschildpad komt voor in Azië; in China, Japan, Taiwan en Vietnam. De habitat bestaat uit langzaam stromende, grotere wateren zoals moerassen, zowel met als zonder houtige begroeiing. De schildpad is overdag actief en zont graag. De schildpad duikt weleens op in de handel in exotische dieren, ook wordt er op gejaagd voor het vlees of voor als traditioneel medicijn. Over de biologie en levenswijze is weinig bekend.